# وویانووو
وویانووو (به صربی: Vujanovo) یک منطقهٔ مسکونی در صربستان است که در بوینیک واقع شده‌است. وویانووو ۶۴ نفر جمعیت دارد.